# Paolo Uccello
Paolo di Dono bedre kendt som Paolo Uccello (1397 i Firenze – 10. december 1475 sammesteds) var en italiensk guldsmed og maler.
Uccello var først elev af Lorenzo Ghiberti, som han arbejdede under på de første bronzedøre til dåbskapellet i Firenze (it.: Battistero di San Giovanni). Derefter helligede han sig maleriet, og her står han sammen med Andrea del Castagno (uden dog at nå ham) som hørende til den florentinske malerkunsts pionerer, der ved deres flittige og energiske studium, indgående fordybelse i anatomi og perspektiv − der for Uccello var en ren mani − banede vejen for den kommende kunst.
Særlig værdsætter nutiden hans fremragende dekorative evne, under anvendelse af ubrudte farver og skarpe konturer, og det romantiske drag i hans kunst.
Uccellos produktion
Uccellos produktion er lille, fordi han fortabte sig i anatomiske og perspektiviske fænomener. Følgende kan fremhæves:
- Freskerne med Syndfloden
- Noahs takoffer og Noahs drukkenskab i Chiostre Verde ved Santa Maria Novella, ca. 1446
- Den kolossale gråt i gråt malede rytterfigur af John Hawkwood i domkirken i Firenze
- Rytterslag (Uffizi og lignende billeder i Louvre og i London)
- Natlig jagt (Ashmolean Museum i Oxford); fine småbilleder i galleriet i Urbino og et alterstykke i galleriet på Kapitol i Rom
- St. Georg og dragen (privatsamling i Wien); et portræt kaldet Petrarca og portrætter i Louvre.

Gennem maleren William Scharffs kopier er nogle af hans billeder kendte i Danmark.
- Rytterfigur af John Hawkwood i domkirken i Firenze, fresko
- Slaget ved San Romano, ca. 1456, tempera på plade